# Paleolibertarianism
Paleolibertarianism är en politisk riktning eller tendens i gränslandet mellan nyliberalism/libertarianism och liberalkonservatism. Begreppet betonar gemensamma strävanden mellan paleokonservativa och libertarianer i motsats till mainstreamkonservativa och -liberaler, som förordar en mer aktiv ekonomisk politik och utrikespolitik samt, särskilt i det senare fallet, social och värdemässig progressivism.
I många politiska och ekonomiska frågor delar man den klassiska liberalismen/libertarianismens individualism, och man är för en starkt begränsad statsmakt. Många paleolibertarianer förespråkar någon form av anarkokapitalism. Paleolibertarianer är, till skillnad från många andra libertarianer, positiva till religionens och/eller nationalismens roll i samhället, och tenderar att vara mer konservativa i moralfrågor än andra libertarianer eller liberaler. Vidare är paleolibertarianer i USA icke-interventionister och kritiska till den expansiva utrikespolitik som präglar vissa konservativa och liberala grupper.
Paleolibertarianismen skiljer sig från Paleokonservatismen bland annat i synen på ekonomisk politik. Medan paleokonservatismen ofta förespråkar någon form av protektionism eller nymerkantilism, så förespråkar paleolibertarianismen laissez-faire och frihandel.
Prominenta paleolibertarianer inkluderar Lew Rockwell, som antas ha myntat begreppet, Hans-Hermann Hoppe, Thomas DiLorenzo och Joseph Sobran. Vissa gränsfall omfattar Murray Rothbard och Walter Block, båda anarkokapitalister, som i vilket fall utövat visst inflytande på rörelsen.